# Leonard French

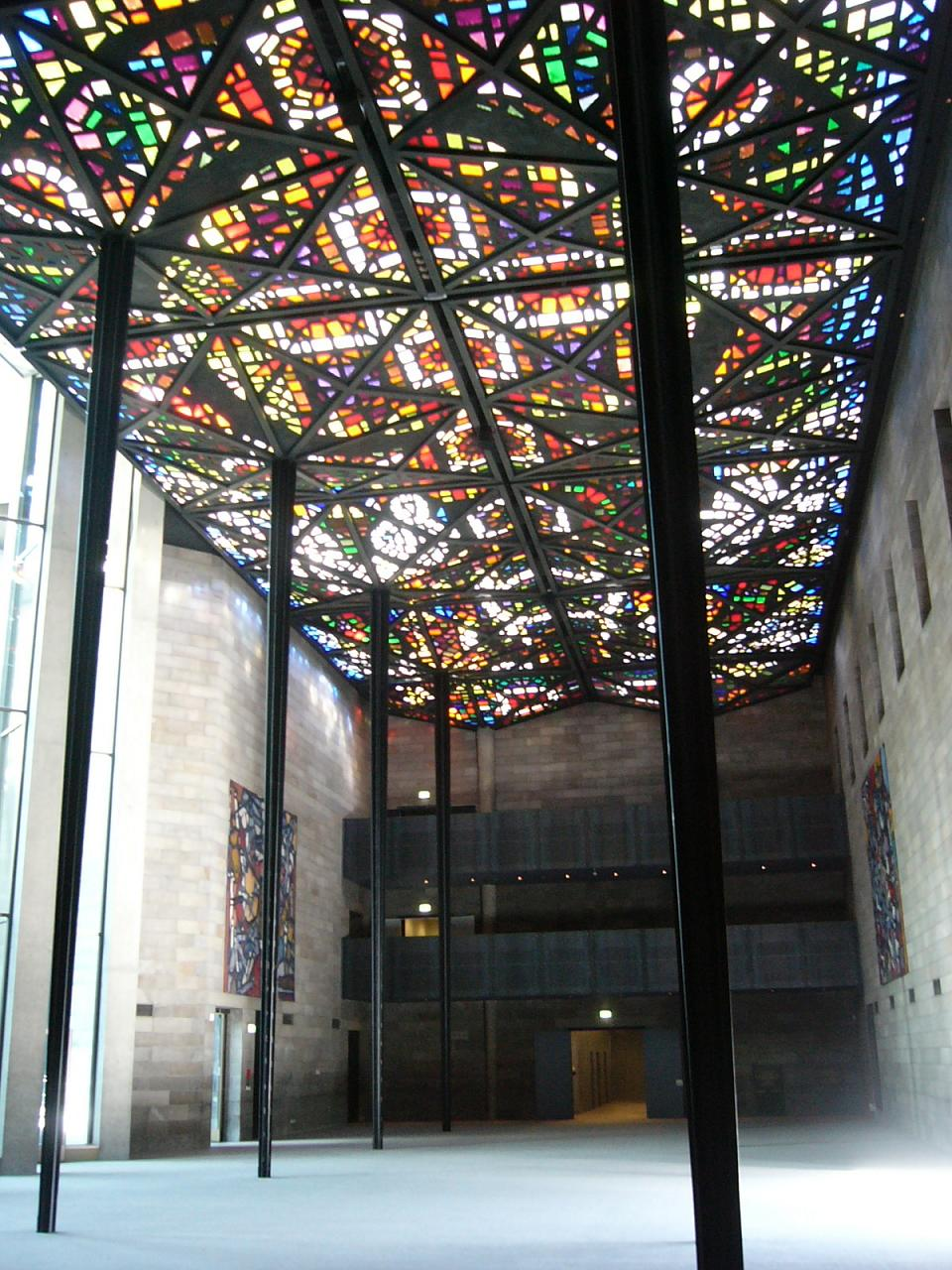
Glas-in-loodplafond National Gallery of Victoria in Melbourne

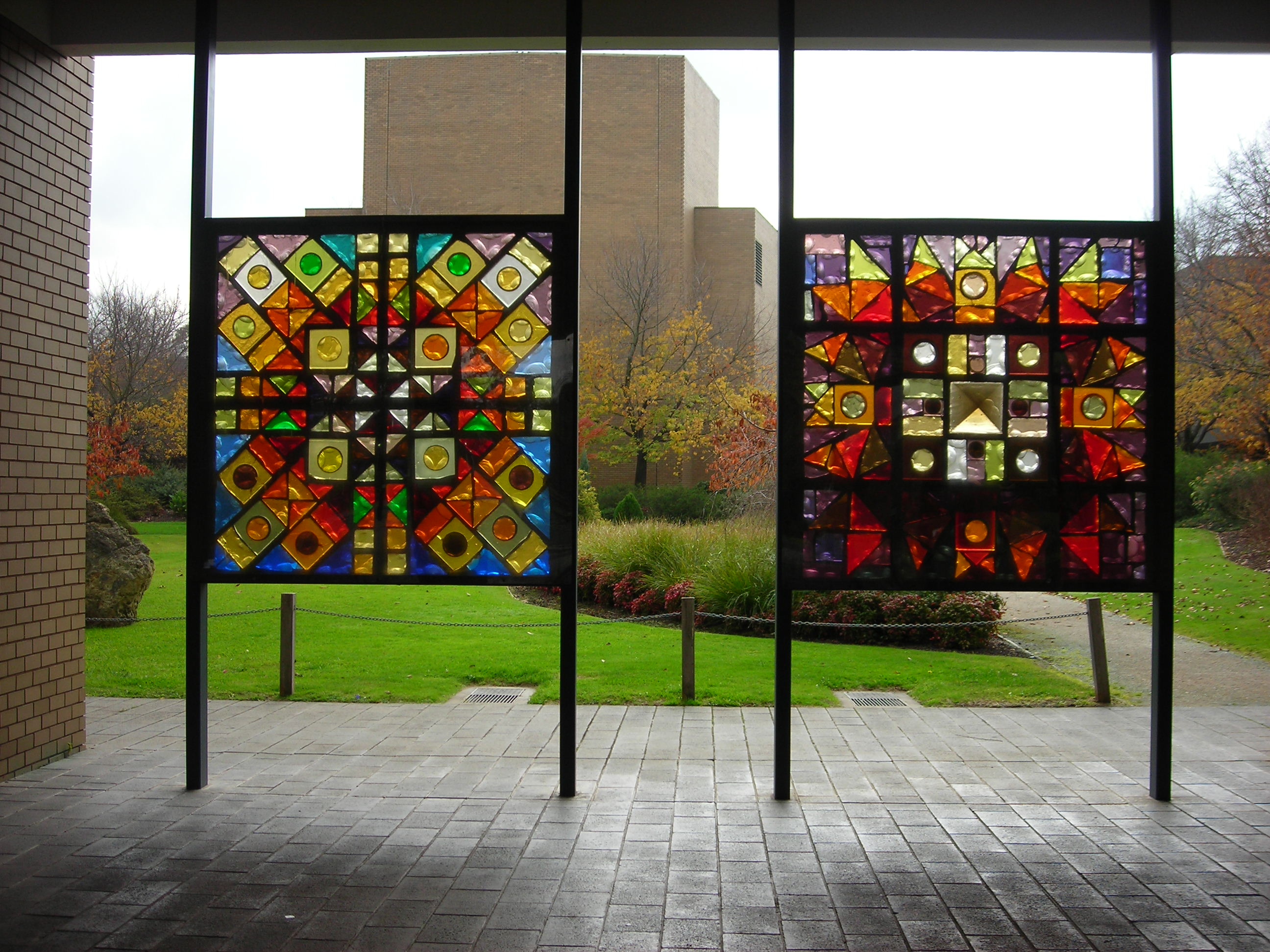
Glas in lood, La Trobe Universtity Sculpture Park in Melbourne

Leonard French (Melbourne, 8 oktober 1928 – Melbourne, 10 januari 2017) was een Australische schilder en glaskunstenaar.

## Leven en werk
Leonard French studeerde van 1944 tot 1947 schilderkunst en reclameontwerp aan het Melbourne Tecnical College in Melbourne. In 1949 had hij zijn eerste expositie met schilderijen en muurschilderingen in de Tye's Gallery in Melbourne. Van 1949 tot 1951 maakte French een studiereis naar België, Nederland, Ierland en verbleef hij langdurig in The Abbey Arts Centre and Museum in New Barnet (regio Groot-Londen) met andere Australische kunstenaars , zoals Grahame King, Inge Neufeld en Robert Klippel. Van 1952 tot 1956 had hij een aanstelling als docent aan de Melbourne School of Printing and Graphic Arts. Aansluitend was hij van 1956 tot 1960 tentoonstellingsmaker bij de National Gallery of Victoria in Melbourne. Hij maakte in deze periode een aanvang met zijn Campion serie, die hij in 1961 voltooide en tentoonstelde.
French won in 1959 de Peace Congress Prize en kreeg een beurs voor een studiereis naar India, Indonesië, China en Japan. In de jaren 1962 en 1963 maakte hij vervolgens een reis naar Italië, Spanje, Frankrijk, Engeland en ten slotte Griekenland, waar hij voor langere tijd op het eiland Samos bleef. In 1965 stelde French zijn Samos Miniatures tentoon in Melbourne, Perth en Adelaide. Hij maakte in hetzelfde jaar nog een studiereis naar de Verenigde Staten.
In 1963 kreeg French de opdracht voor een groot glas in lood-plafond, bestemd voor de Great Hall van de National Gallery of Victoria. Hij voltooide de opdracht in 1968 en had hiermee zijn naam voorgoed gevestigd. Andere opdrachten volgden voor de Monash University (1971), La Trobe University (1978) en Haileybury College (1987)
French woonde en werkte in Heathcote (Victoria). Hij stierf in 2017 op 88-jarige leeftijd.

## Werken (selectie)
- National Library of Australia in Canberra: glas-in-lood-vensters
- Australian National University: Seven Days of Creation
- Campion serie (1961)
- Samos Miniatures
- Sindbad serie
- The Burial
- National Gallery of Victoria in Melbourne: glas-in-loodplafond in de Great Hall (1968)
- Monash University (Clayton Campus): Alpha and Omega (glas in lood, 41-delige serie) (1971) in de Robert Blackwood Hall
- La Trobe University Sculpture Park: The Four Seasons (1978)